# هارون تشاتمان
هارون تشاتمان (بالإنجليزية: Aaron Chatman)‏ هو منافس ألعاب قوى أسترالي، ولد في 11 مايو 1987.

## روابط خارجية
- هارون تشاتمان على موقع الاتحاد الدولي لألعاب القوى (الإنجليزية)
- هارون تشاتمان على موقع النتائج التاريخية لألعاب القوى الأسترالية (الإنجليزية)
- هارون تشاتمان على موقع Paralympic.org (الإنجليزية)
- هارون تشاتمان على موقع اللجنة البارالمبية الأسترالية (الإنجليزية)